# 苯乙胺盐酸盐
苯乙胺盐酸盐是一种有机化合物，化学式为C6H5C2H4NH3Cl。它可由苯乙胺和盐酸反应制得，或苯乙腈还原为N,N-二硅烷基苯乙胺后，直接和盐酸反应得到。它和氢氧化钠反应，可以得到苯乙胺。它在钯催化下于重水中氘代，可以得到β,β-二氘代苯乙胺盐酸盐。它和氯化铅在二甲基甲酰胺中反应，可以得到(C6H5C2H4NH3)2PbCl4。